# 拓跋猛
拓跋猛（5世紀—489年12月27日），字季烈，魏文成帝拓跋濬第六子，生母悅夫人，北魏宗室、官员。

## 生平
太和五年六月戊午（481年8月10日），拓跋猛被封为安丰王，加侍中。拓跋猛外任和龙镇都大將、营州刺史。拓跋猛宽厚仁慈英勇刚毅，十分有威望谋略，戎夷都畏惧敬爱他。太和十二年（488年）十二月，拓跋猛加开府仪同三司。太和十三年十一月己未（489年12月27日），拓跋猛在营州去世，朝廷赠予太尉，谥号匡。

## 家庭

### 子女
- 元延明，北魏侍中、骠骑大将军、开府仪同三司、大司马、安丰文宣王
- 元貴妃，嫁北魏通直散骑常侍王诵[10]
- 元氏，嫁茹皓的弟弟[11][12]

## 延伸阅读
[在维基数据编辑]
 《魏書/卷20》，出自魏收《魏书》
 《北史/卷019》，出自李延壽《北史》